# Ibritumomab tiuxetan
Ibritumomab tiuxetan, vendido bajo el nombre comercial Zevalin, es un tratamiento de radioinmunoterapia con anticuerpos monoclonales para el linfoma no Hodgkin. El fármaco utiliza el anticuerpo IgG1 de ratón monoclonal ibritumomab junto con el quelante tiuxetan, al que se añade un isótopo radiactivo (ya sea itrio-90 o indio-111 ). Tiuxetan es una versión modificada de DTPA cuyo esqueleto de carbono contiene un isotiocianatobencilo y un grupo metilo.

## Uso médico
Ibritumomab se usa para tratar el linfoma no Hodgkin (LNH) de células B en recaída o refractario, de bajo grado o transformado, un trastorno linfoproliferativo, y el LNH folicular no tratado previamente en pacientes adultos que logran una respuesta parcial o completa a la quimioterapia de primera línea. El tratamiento no debe administrarse a pacientes con ≥25 % de afectación de la médula ósea por linfoma y/o alteración de la reserva de la médula ósea.
El tratamiento comienza con una infusión de rituximab. A continuación, puede administrarse   ibritumomab tiuxetan marcado con indio-111 (el 111In sustituye al componente 90Y)  para poder obtener imágenes de la distribución del fármaco en una cámara gamma, antes de administrar el tratamiento propiamente dicho. De siete a nueve días después, se administra una segunda infusión de rituximab, seguida del 90Y-ibritumomab tiuxetan, mediante infusión intravenosa durante unos 10 minutos. La actividad radiactiva se determina en función del peso corporal del paciente y del recuento  de plaquetas.

### Mecanismo de acción
El anticuerpo se une al antígeno CD20 que se encuentra en la superficie de las células B normales y malignas (pero no a los precursores de las células B), lo que permite que la radiación del isótopo adherido (principalmente emisión beta ) lo mate a él y a algunas células cercanas. Además, el propio anticuerpo puede desencadenar la muerte celular a través de la citotoxicidad mediada por anticuerpos (ADCC), la citotoxicidad dependiente del complemento (CDC) y la apoptosis. En conjunto, estas acciones eliminan los linfocitos B del organismo, permitiendo que se desarrolle una nueva población de linfocitos B sanos a partir de las células madre linfoides.

## Historia
Desarrollado por IDEC Pharmaceuticals, ahora parte de Biogen Idec, ibritumomab tiuxetan fue el primer fármaco de radioinmunoterapia aprobado por la Administración de Alimentos y Medicamentos (FDA) en 2002 para tratar el cáncer. Fue aprobado para el tratamiento de pacientes con linfoma no Hodgkin (LNH) de células B folicular o de bajo grado en recaída o refractario, incluidos pacientes con LNH folicular refractario a rituximab. Recibió la autorización de comercialización de la Agencia Europea de Medicamentos en 2004 para el tratamiento de pacientes adultos con linfoma no Hodgkin de células B foliculares CD20+ en recaída o resistente al tratamiento con rituximab.
En septiembre de 2009, el ibritumomab recibió la aprobación de la FDA para una etiqueta ampliada para incluir a los pacientes no tratados previamente con una respuesta a la quimioterapia.

## Disponibilidad
Ibritumomab está actualmente bajo protección de patente y no está disponible en forma genérica . Cuando se aprobó por primera vez, era el fármaco disponible más caro administrado en una sola dosis, con un costo de más de US$37.000 (€30.000) para la dosis promedio. Sin embargo, ibritumomab es esencialmente un curso completo de terapia contra el linfoma que se entrega en 7 a 9 días, con una visita para la dosis previa de Rituxan y una visita una semana después para la dosis terapéutica real de Zevalin precedida por Rituxan. En comparación con otros tratamientos con anticuerpos monoclonales (muchos de los cuales cuestan más de US$40 000 por curso de terapia), puede considerarse rentable.